# Протасис
У синтаксисі протасис — це підрядне речення, яке є частиною умовного речення. Точніше кажучи, мінімальне умовне речення складається з протасису та аподосису. Протасис вводить припущення або гіпотезу, найпоширенішим сполучником для позначення якої в іспанській мові є si («якщо»), тоді як аподосис виражає наслідок або результат умови.
Підрядні обставинні умовні речення належать до групи так званих непрямих обставинних підрядних (тих, що не можуть бути замінені точним прислівником). Умовні підрядні речення можуть вживатися як в індикативному, так і в кон'юнктивному способі. Наприклад:
• Si vienes mañana, hablaremos de eso. (Якщо ти прийдеш завтра, ми поговоримо про це.)
• Si vinieres mañana, hablaríamos de eso. (Якби ти прийшов завтра, ми б поговорили про це.)
Існує три типи умовних речень: реальні, можливі та нереальні.
- Реальні умовні речення формулюють припущення, яке потенційно може збутися. У протасисі використовується індикатив у будь-якому часовому значенні, окрім майбутнього та умовного часу. В аподосисі можуть вживатися будь-які часи індикативу або імперативу.
- Можливі умовні речення виражають умови, які можуть бути виконані. Протасис вживається в кон'юнктиві (субхунктиві), зазвичай в імперфекті, щоб послатися на майбутнє або теперішнє. В аподосисі можливих умовних речень вживається простий умовний спосіб. Наприклад: Si vinieras mañana, comeríamos juntos. (Якби ти прийшов завтра, ми б пообідали разом.)
- Нереальні умовні речення виражають умови, виконання яких є неможливим. У протасисі вживається кон'юнктив: імперфект (imperfecto) для посилання на теперішнє або майбутнє, а плюскуамперфект (pluscuamperfecto) — для минулого. В аподосисі вживається складний умовний спосіб (деякі граматики розглядають його як час індикативу). Часто також в аподосисі використовується плюскуамперфект кон'юнктива. Наприклад: Si hubieras venido, lo habrías visto. (Якби ти прийшов, ти б це побачив.) Si mi madre no hubiera amado a ese..., habría vivido más feliz. (Якби моя мати не кохала того..., вона б жила щасливіше.)

## Філософія
У різних філософських концепціях протасис є початковою частиною висловлювання, в якій сенс залишається відкритим і буде завершений в аподосисі.
Наприклад, Кодекс Хаммурапі та численні збережені медичні трактати насправді побудовані як послідовність умовних суджень, що складаються з протасису та аподосису.